# Нижегородский вокзал
Нижегородский вокзал, второй в Москве, был открыт в 1861 в начале сооружения железной дороги между Москвой и Нижним Новгородом. Располагался за Покровской заставой на пересечении Нижегородской улицы и Рогожского вала. Единственный из московских вокзалов, расположенный за городской чертой того времени, Камер-Коллежским валом. Вследствие расположения вдали от центра города положение вокзала было нестабильным, и долгие годы в документах вокзал именовался временным.

## История
Одноэтажное деревянное здание вокзала, построенное архитектором М. Ю. Арнольдом, было неказистым. Единственная известная его фотография — это случайно сделанный снимок 1955—1956 годов (см. ниже).
Газета «Московские ведомости» писала 29 июня 1861 года: «Пассажиры были разочарованы видом вокзала. Москвичи надеялись встретить здесь такое же роскошное устройство, к какому все привыкли на казённой Николаевской дороге». Е. А. Салиас, отметив в своём путевом очерке, что нижегородская дорога «может служить образцом нашим дорогам», тут же оговаривается: «за исключением деревянного сарая вместо амбаркадера».
Именно с этого вокзала («низкое строение Нижегородской станции») Анна Каренина и отправилась в роковую свою поездку до Обираловки (нынешний Железнодорожный), где и бросилась под поезд.
С 1866 года обслуживал также и южное (впоследствии Курское) направление. Таким образом, с момента появления Курского направления Курское и Нижегородское всегда делили общий пассажирский вокзал.
После выкупа Нижегородской железной дороги в казну правительства была создана «Московско-Курская, Нижегородская и Муромская железная дорога», и Нижегородский вокзал решено было объединить со строящимся Курским вокзалом (который тогда был назван Курско-Нижегородским).
С 14 июня 1896 года отправление поездов в Нижний Новгород стало производиться из правого крыла Курского вокзала, а старая станция (в советское время известная как Москва-Товарная-Горьковская) стала использоваться для обслуживания грузовых перевозок. Здания станции и линия до неё были ликвидированы в 1950-х годах с началом массового жилого строительства в этом районе.

## Современное состояние
Во время строительства 4 пути на перегоне Карачарово — Железнодорожная на станции Нижегородская (бывшая Карачарово) сооружено 6 путей (с заделом для возможного строительства ещё двух путей ВСМ в будущем), построен транспортно-пересадочный узел с пересадкой на станцию метро Нижегородская. Планируется, что Нижегородская войдёт в состав крупнейшего в Европе транспортно-пересадочного узла, который объединит в себе МЦД-4, Некрасовскую и Большую Кольцевую линии метрополитена, МЦК и наземный транспорт, а также все пригородные электропоезда и маршрут поезда дальнего следования «Ласточка» сообщением «Москва — Нижний Новгород» Горьковского направления.

Нижегородский вокзал
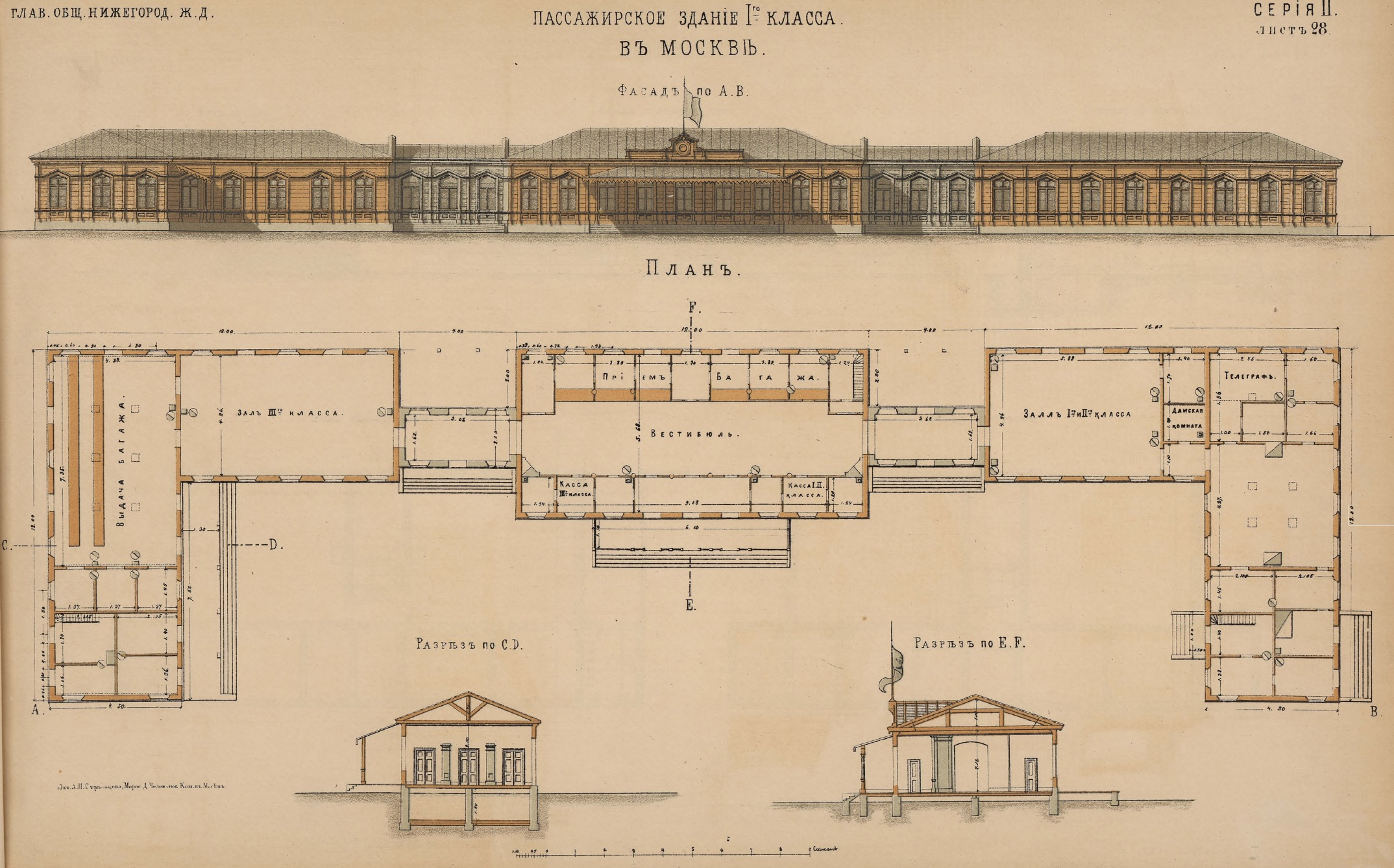
Чертёж вокзала
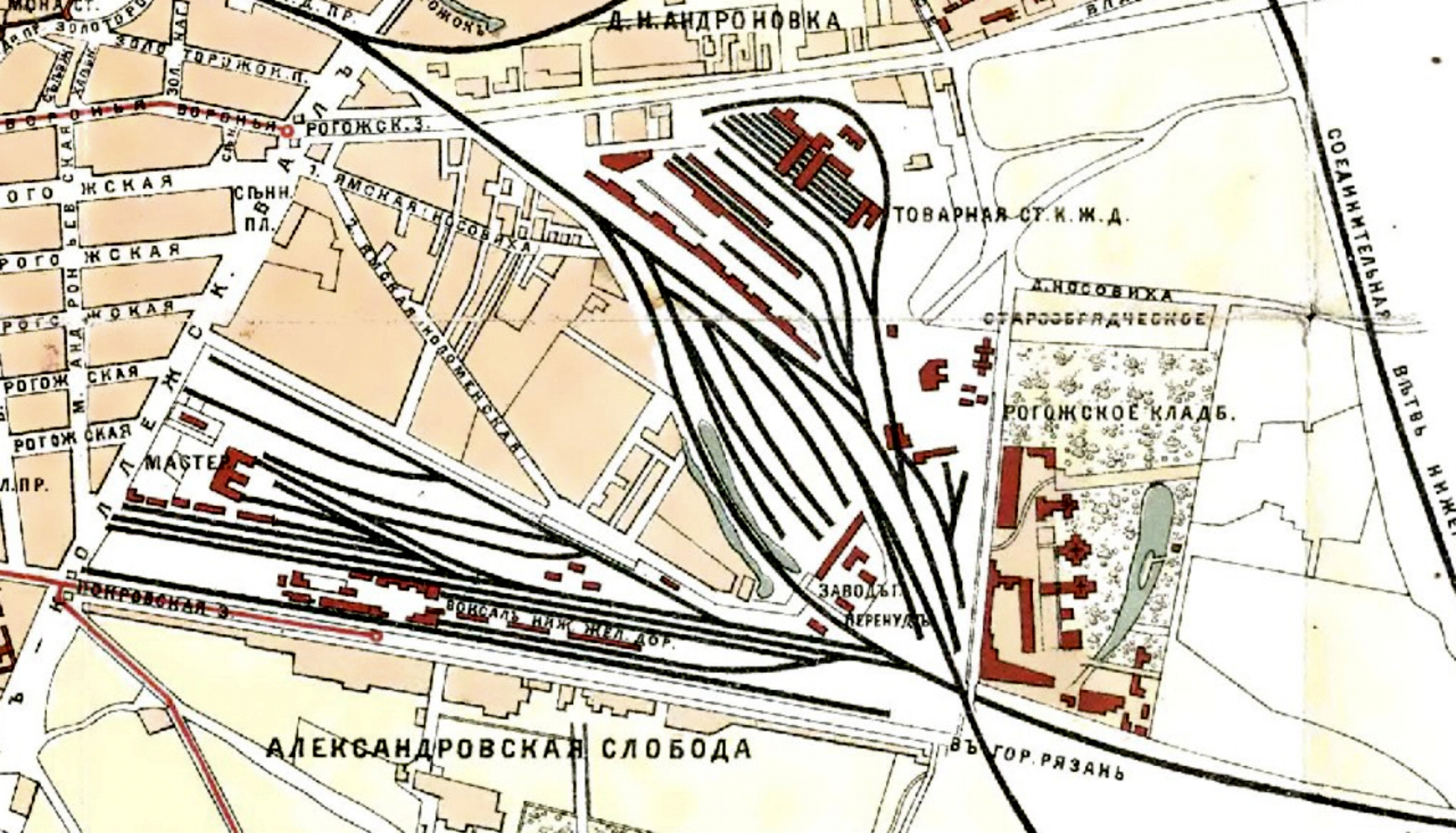
Нижегородский вокзал. Фрагмент Плана города Москвы изданного Картографическим заведением Ильина (1890 год).